# Ivan Vidić
Ivan Vidić (Zagreb, 1966.) hrvatski dramatičar i romanopisac.

## Životopis
Osnovnu i srednju školu završio je u Zagrebu. Diplomirao je na Akademiji dramske umjetnosti u Zagrebu 1991. godine na odsjeku dramaturgije. Iste godine debitirao je u ZKM-u predstavom Harpa u režiji Božidara Violića sa sjajnom glumačkom postavom u sastavu Ksenija Marinković, Rene Medvešek, Branko Meničanin, Vili Matula i Dejan Aćimović. Nakon sudjelovanja u ratu (1991. – 1992.) počeo se profesionalno baviti književnošću. Piše drame, prozu, filmske i TV-scenarije. Jedan je od najizvođenijih hrvatskih dramskih pisaca. 
Njegova najpoznatija drama jest Ospice koju je 1997. u GDK Gavelli postavio Krešimir Dolenčić te koja danas slovi za kultnu predstavu tog kazališta. Ista drama je nakon toga postavljena i u prestižnom Gate Theatreu u Londonu u režiji poznatog engleskog filmskog i kazališnog redatelja Rufusa Norrisa. To je bilo prvi put da je tekst nekog hrvatskog autora izveden na londonskoj pozornici. Vrlo uspješna bila je i predstava po njegovoj drami Veliki bijeli zec postavljena u ZKM-u u režiji Ivice Kunčevića.
U praizvedbama njegovih tekstova često su igrale Jelena Miholjević (Putnici, Groznica, Ospice), Nina Violić (Groznica, Ospice, Bakino srce) i Ksenija Marinković (Harpa, Veliki bijeli zec, Zoo)., dok mu je drame najčešće režirao Krešimir Dolenčić (Ospice, Dolina ruža)...  
Često surađuje s Hrvatskim radijem u čijem je dramskom programu producirano petnaestak njegovih dramskih tekstova. Koscenarist je filma Puška za uspavljivanje Hrvoja Hribara. 
Objavljuje u književnoj periodici. Knjiga Drame, objavljena 2002. u izdanju ITI-a. Objavio i romane Gangabanga (AGM),  Violator/Ona govori (Algoritam). 2012. godine objavio je zbirku drama Dolina ruža i druge drame u izdanju ITI-a. 2018. godine objavljuje svoju prvu zbirku priča San od tisuću ljeta.
Živi i radi u Zagrebu. Oženjen glumicim Dubravkom Ostojić.

## Kazalište

### Praizvedbe
- 1991. Harpa, režija: Božidar Violić, ZKM, Zagreb
- 1993. Putnici, režija: Borna Baletić, Teatar &TD, Zagreb
- 1995. Groznica, režija: Milan Živković, Teatar &TD, Zagreb
- 1997. Ospice, režija: Krešimir Dolenčić, GDK Gavella, Zagreb
- 1999. Bakino srce, režija: Vladimir Stojsavljević, Teatar &TD, Zagreb
- 2000. Velika Tilda, režija: Nenni Delmestre, HNK Ivana pl. Zajca, Rijeka
- 2003. Octopussy, režija: Ivica Boban, HNK Zagreb
- 2004. Veliki bijeli zec, režija: Ivica Kunčević, ZKM, Zagreb
- 2007. Život u sjeni banana, režija: Cezaris Graužinis, Kazalište Virovitica/EX Ponto, Ljubljana
- 2009. Zoo (Zagrebački pentagram), režija: Paolo Magelli, ZKM, Zagreb
- 2009. Crux dissimulata (libreto), režija: Krešimir Dolenčić, glazba: Srećko Bradić, HNK Zagreb/Muzičko biennale
- 2010. Dolina ruža, režija: Krešimir Dolenčić, GDK Gavella, Zagreb
- 2015. Posljednji dani mira, režija: Dora Ruždjak Podolski, Teatar &TD/RUPER, Zagreb
- 2016. Kroz sobe, režija: Helle Rossing, Teater Thespis, Kopenhagen, Danska
- 2016. Noćni život, režija: Paolo Magelli, ZKM, Zagreb
- 2022. Kronika seoske ljubavi, režija: Dario Harjaček, Teatar Rugantino, Zagreb
- 2025. Pustolovine kreativnih knjigovođa, režija: Slađana Kilibarda, Teatar Rugantino, Zagreb

### Kazališne nagrade
- 1987. Rektorova nagrada (Hrvatsko sveučilište) za dramu Harpa.
- 1988. Rektorova nagrada (Hrvatsko sveučilište) za dramu Disciplina, netko drugi.
- 1998. Marin Držić (Ministarstvo kulture) za dramu Bakino srce.
- 2001. Marin Držić (Ministarstvo kulture) za dramu Octopussy.
- 2004. Marul (Marulićevi dani) za drame Groznica i Octopussy.
- 2009. Zlatni smijeh (Dani satire) za dramu Zoo (Zagrebački pentagram).
- 2014. Marin Držić (Ministarstvo kulture) za dramu Noćni život.

### Broj kazališnih produkcija u razdoblju od 1991. do 2025. godine
Drame Ivana Vidića igrane su i u inozemstvu. Drama Ospice postavljena je u prestižnom Gate Theatreu u Londonu u režiji poznatog engleskog filmskog i kazališnog redatelja Rufusa Norrisa.
| Zemlja                 | Broj produkcija |
| ---------------------- | --------------- |
| Hrvatska               | 17              |
| Čile                   | 1               |
| Danska                 | 1               |
| Engleska               | 1               |
| Slovenija              | 1               |
| UKUPAN BROJ PRODUKCIJA | 21              |

## Filmografija

### Scenariji za dugometražne filmove
- 1997. Puška za uspavljivanje, režija: Hrvoje Hribar

## Književnost

### Objavljenje knjige
- 2002. Drama (knjiga drama), HC ITI
- 2006. Gangabanga, AGM
- 2007. Violator/Ona govori, Algoritam
- 2012. Dolina ruža i druge drame, HC ITI
- 2014. Južna država
- 2018. San od tisuću ljeta, Hena.com
- 2020.Faradayev kavez, Disput